# Suore oblate di San Luigi Gonzaga
Le Suore Oblate di San Luigi Gonzaga sono un istituto religioso femminile di diritto pontificio: i membri di questa congregazione, dette popolarmente Luigine, pospongono al loro nome la sigla O.S.L.

## Storia
Le Oblate di San Luigi Gonzaga (Suore Luigine) vennero fondate il 15 ottobre del 1815 dal venerabile Giovanni Battista Rubino (La Morra, 12 febbraio 1776 - 11 febbraio 1853) e dalle cofondatrici Maria Teresa Moscone e Maria Luisa Caminale. L'istituto fu approvato dall'allora vescovo di Alba monsignor Giovanni Antonio Nicola il 30 luglio 1819.
La congregazione ha ottenuto il riconoscimento di istituzione di diritto pontificio con decreto del 29 gennaio 1958.

## Attività e diffusione
L'attività apostolica di queste suore è il campo educativo femminile: portano un abito nero e una cuffietta plissettata.
Il 7 agosto 2004 è stata eletta superiora generale della congregazione Sr. Caterina (Maria Xaveria) Bertola: la sede generalizia è ad Alba (Cuneo).
Al 31 dicembre 2005 l'istituto contava 239 religiose in 46 case